# (1941) Wild
(1941) Wild ist ein Asteroid des Hauptgürtels, der am 6. Oktober 1931 vom deutschen Astronomen Karl Wilhelm Reinmuth in Heidelberg entdeckt wurde.
Benannt ist der Asteroid nach dem Schweizer Astronomen Paul Wild.